# 군 (행정 구역)
군(郡)은 행정 구역 단위이다.

## 한반도 등
한반도 등에서 군현제(郡縣制)가 본격적으로 시행된 것은 중앙집권적 국가체제가 갖추어진 고구려, 백제, 신라 등 삼국 시대부터로, 이는 위만조선을 멸망시킨 한무제가 설치한 변군(邊郡)인 한사군과는 규모나 기능면에서 차이가 있었다. 삼국의 영토가 넓어지고 중앙정부의 권력이 지방으로 뻗치면서 삼국은 중국의 군현제를 도입해 운영하기 시작했는데, 각국이 정복하여 세력권에 편입시킨 부족(部族)들의 땅에 성을 쌓고 행정의 중심으로 삼기 시작했고 그것이 나중에 군(郡)이 되었다. 성이 중심이었기 때문에 당시에는 군의 수장을 대개 성주(城主)라고 불렀고, 각 나라별로 처려근지(處閭近支) 또는 도사(道使)나 태수(太守)라고도 불렀다.
신라는 3국을 통일(676년) 80여년 뒤인 757년(신라 경덕왕 16년) 전국적으로 행정구역을 개편하였다. 당시의 행정구역은 9주(九州) 아래 117개의 군(郡)을 두고, 군 아래에 3개 정도의 현(縣)을 두는 체계였다. 그러나, 9세기 신라말의 혼란으로 행정체계가 무너지면서 전국의 군현이 호족들에 의한 반독립적인 자치체제로 이행되었고, 이러한 상태는 고려가 후삼국을 통일(936년)한 후에도 한동안 이어지다가 983년(고려 성종 2년) 전국에 12목을 설치하고 본격적으로 지방관을 파견·상주시키면서 정리되었다. 그러나, 고려 시대에는 지방관이 파견되지 않는 속군과 속현이 많았다.

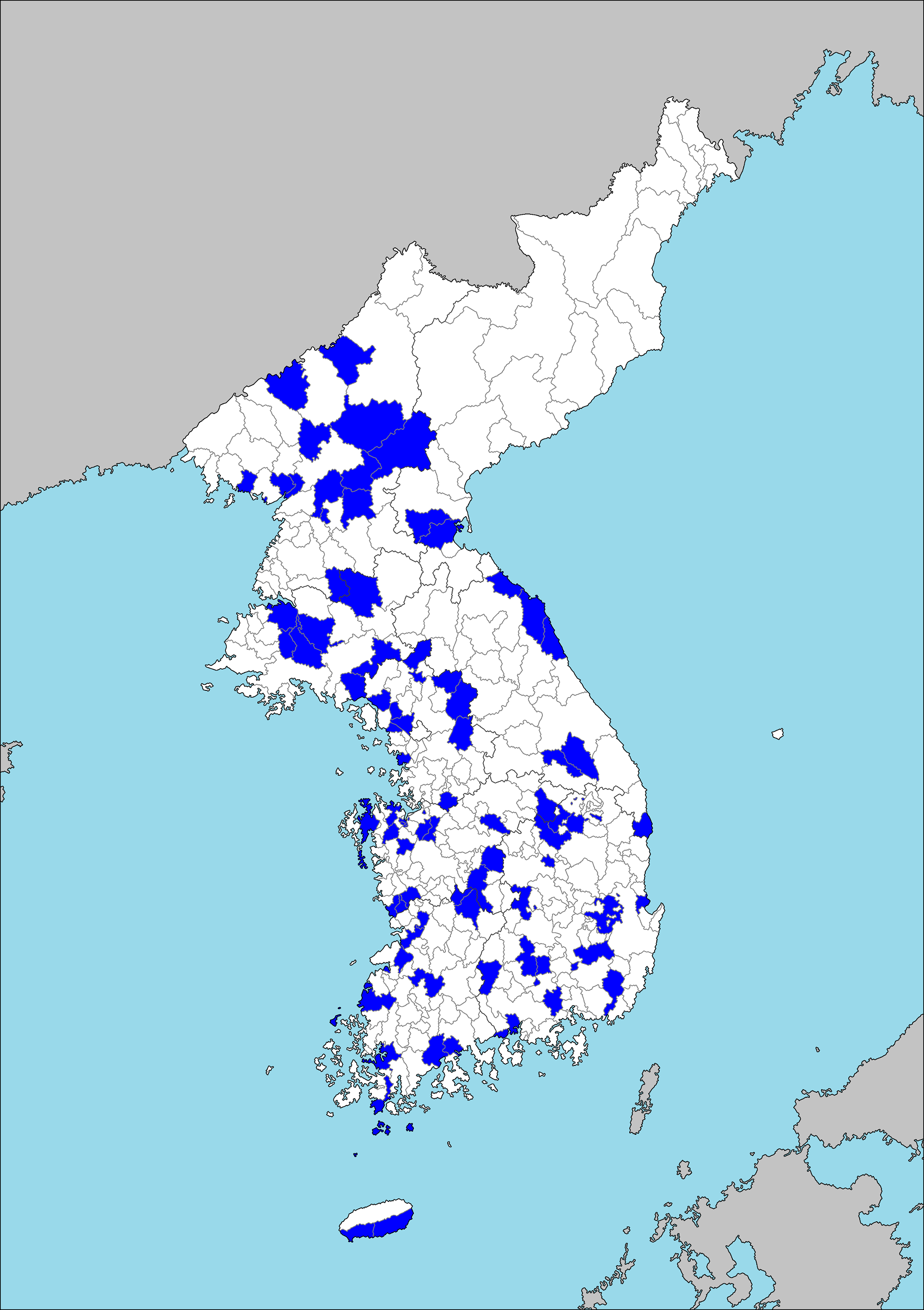

조선 시대에는 전국의 모든 군현에 지방관이 파견되면서 속군과 속현이 없어졌고, 군은 부(府)와 목(牧)보다 규모가 작고, 현(縣)보다는 규모가 큰 지방의 기초행정구역이었다. 경국대전에 따르면 군은 전국적으로 82개가 있었고, 종 4품의 외관직인 군수가 다스리게 되어 있었다.
1895년 6월 23일 전국을 23부로 나누면서 기존의 부(府)·목(牧)·현(縣)이 폐지되고, 전국의 행정단위가 일괄 군(郡)으로 편제되었다. 1896년 8월 4일 13도제가 실시되면서 일부 부(府)와 제주목이 부활하였다가, 제주목이 1906년 10월 1일 제주군이 되면서 현재와 같은 시(부)·군제도의 틀이 갖추어졌다. 이후 1914년 4월 1일 일제가 군·면 통폐합 등 행정구역을 개편한 것이 현재의 군(郡) 체제로 이어지고 있다.

### 대한민국
대한민국에서 군은 광역시와 도(道)의 하위 행정구역이다.

### 조선민주주의인민공화국
조선민주주의인민공화국에서 군은 직할시와 도(道)의 하위 행정구역이다.
조선민주주의인민공화국은 1952년 12월 22일 행정구역을 개편하여 군의 수를 2배 이상 대폭 늘리고, 면(面)을 폐지하였다. 군의 하부 행정구역으로는 리(里)와 로동자구를 두고, 군 인민위원회 소재지인 리(里)는 읍(邑)이라고 칭한다. 따라서, 각 군마다 읍이 있으며, 읍의 이름은 군의 이름과 같다. 읍에는 군 인민위원회 외에도 조선로동당 군 위원회, 군 인민회의가 있다. 군이 폐지되면 읍은 본래 리의 명칭으로 환원된다. 예) 판문군이 폐지되면서 판문읍이 봉동리(현 개성시)로 환원.

## 일본
일본에서는 고대 율령제를 시행하면서 구니의 하위 행정구역으로 군을 설정한 것으로 전해진다. 이후 일본에서 군은 그 위치와 역할이 여러 차례 변화를 겪었다. 에도 시대 때 에도 막부와 각 번은 군을 지방 통치의 단위로서 이용했다.
메이지 유신 후 군은 지리적인 경계로만 쓰이다가, 1878년 행정구역으로서 설정되었다. 1890년 군제가 공포되어 도도부현과 정(町)·촌(村) 사이의 중간계층의 지방자치단체로 설정되었고, 군의회도 편성되었다. 그러나, 1921년 군제 폐지법이 공포되어 1923년 군의회가 폐지되고, 1926년 군수와 군관공서도 폐지되어 현재는 명목상의 행정구역으로만 남아 있다.
제2차 세계대전 후 1947년 공포된 새로운 지방자치법에서도 정(町)이나 촌(村)은 군의 아래에 두는데, 정·촌이 시(市)로 승격하거나 시와 합병하면 행정구역상 군과 분리되고, 군에 속하는 정·촌이 없어지면 군은 자연히 폐지된다. 1960년대 이후 시정촌이 계속 통폐합되면서 군의 수도 많이 줄어들었다. 현재의 군은 주소 표기에 사용되는 정도의 명목상의 존재이며, 필요에 따라 도도부현 의회 선거구 설정이나 광역 연합체(광역 행정권)의 범위 설정 등의 기준으로 활용되고 있다.

## 중국

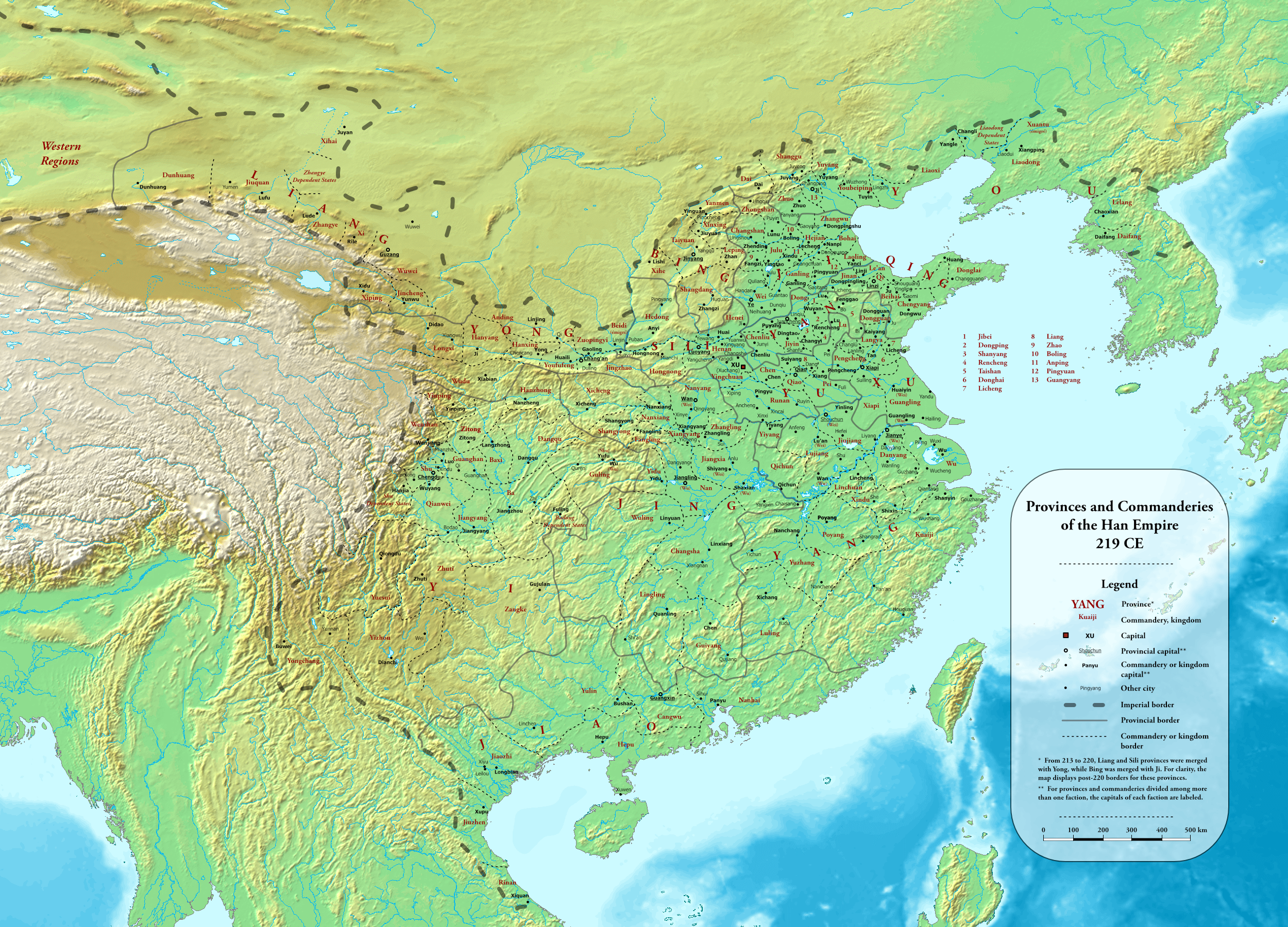
고대 중국의 군현

군의 연원은 진나라의 군현제(郡縣制) 이전부터 볼 수 있다.
중국의 춘추전국시대부터 현과 함께 새로 정복한 지역을 통제할 목적으로 설치된 군관구의 성격이 짙은 기관으로 당초에는 그리 체계적으로 관리되지 못했지만 나중에 각 나라 간의 전쟁이 격화되면서 지방에 대한 중앙정부의 통제를 강화하기 위해 직할지화할 목적으로 전국적으로 세워졌다.
처음에 군과 현은 상하관계가 없었다. 그러나 군의 경우는 대개 변경지역의 넓은 지역을 관할하고 그 안에 몇 개씩 현이 세워지면서 현과 상하관계가 생기기 시작했다.
군이 본격적인 행정기관으로 활성화 된 것은 진나라의 시황제가 중국을 통일하고 전국을 36군으로 구획하면서 군현제를 본격적으로 시행하면서부터이다.
후한 말기에 주가 군의 상위 행정구역으로 자리잡고, 이후 주가 자주 분할돼 관할하는 군의 수효가 크게 줄어들면서 수나라에서 처음으로 군을 없애고 주로 군을 대신하는 주현제를 실시했다. 당나라에서는 주현제와 군현제를 오가다가 주현제가 정착되면서 군은 역사 속으로 사라지고, 주가 군을 대신해 현의 상급 행정기관이 됐다.

## 베트남
중앙직할시 아래의 도심 지역을 군(quận 꽌[*])이라 부른다.
- 베트남의 행정 구역 참고

## 같이 보기
- 부 (행정 구역)
- 대도호부
- 목 (행정 구역)
- 도호부
- 현 (행정 구역)
- 조선의 행정 구역
- 카운티